# Toneelkring Kunst Adelt

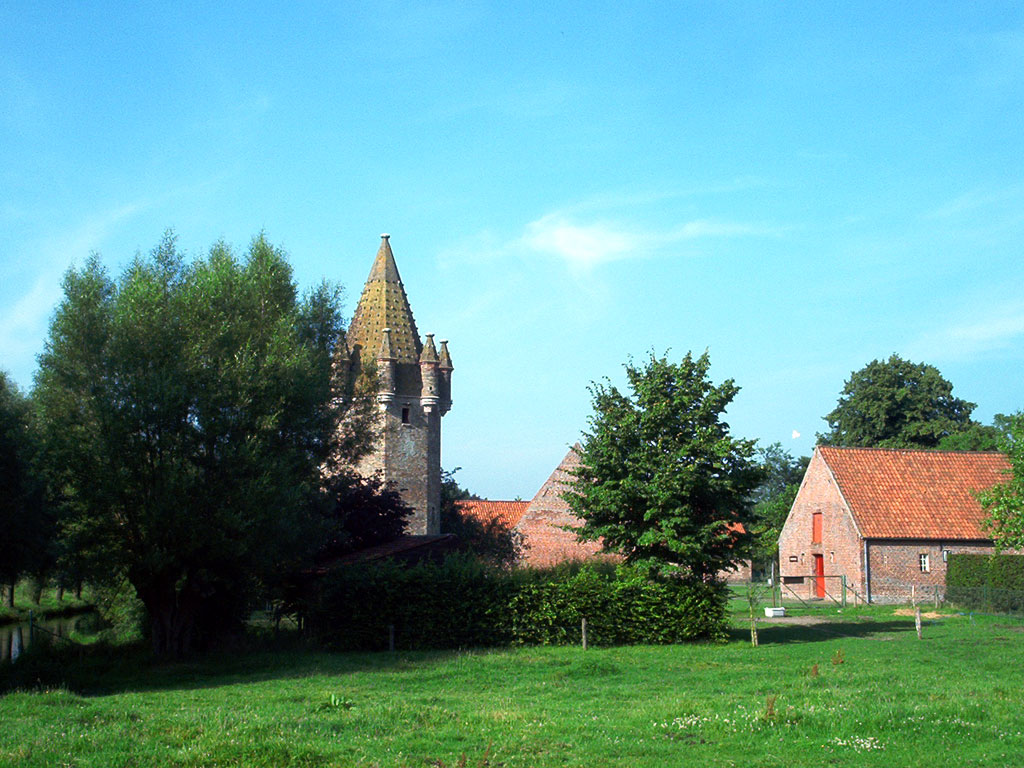
De Zeventorentjes, thuisbasis van Kunst Adelt

Toneelkring Kunst Adelt is een amateurtoneelgezelschap uit Steenbrugge, Assebroek, een deelgemeente van Brugge. De toneelkring ontstond in 1956 uit de opsplitsing van de in 1919 opgerichte Zang- en Toneelvereniging Kunst Adelt in een heemkundige kring, zangkoor en toneelkring.
Het gezelschap heeft twee tot drie eigen producties per jaar en won het 54e Landjuweel.

## Geschiedenis
De toneelkring trad aanvankelijk op in lokale herbergen en in het parochiezaaltje van de Paters van Steenbrugge. Pas in 1958 verkreeg ze van de toenmalige bisschop Emiel-Jozef De Smedt toestemming om gemengd toneel te brengen.
Kunst Adelt promoveerde in 1972 naar de Eerste Provinciale Afdeling van de West-Vlaamse amateurtoneelverenigingen met Ons Stadje van de Amerikaanse auteur Thornton Wilder.
Bij zijn drieëndertigste seizoen in 1989 behaalde het gezelschap de hoogste Vlaamse onderscheiding, het 54e Landjuweel met The Importance of Being Earnest van de Ierse auteur Oscar Wilde. 
Met Er valt een traan op de tompoes van de Nederlandse Annie M.G. Schmidt werd het Hansajuweel verworven in 1993.
In 2002 won Kunst Adelt het Provinciaal Tornooi met Cyrano van de Tsjechische auteur Pavel Kohout en het jaar daarop de Gouden Meeuw met De Broers Geboers van de Belg Arne Sierens.
Sindsdien heeft het gezelschap zijn thuisbasis in de theaterschuur van Kinderboerderij De Zeven Torentjes, een zaal van circa honderd man die per productie zo’n tien keer volloopt.